# Наваліхіни
Навалі́хіни (рос. Навалихины) — присілок у складі Слободського району Кіровської області, Росія. Входить до складу Шиховського сільського поселення.
Населення становить 4 особи (2010, 7 у 2002).
Національний склад станом на 2002 рік — росіяни 100 %.